# Himsa
Gli Himsa sono stati un gruppo metalcore originari di Seattle, Washington.

## Storia del gruppo
Il nome della band prende ispirazione dal termine in lingua sanscrita "Ahimsa", che significa "non violenza", da cui togliendo la A iniziale si ottiene "Himsa" ossia "uccidere" o "nuocere".
La band è nata nel 1998 e l'anno seguente ha pubblicato un EP dal titolo omonimo e un album intitolato Ground Breaking Ceremony, entrambi su marchio Revelation Records.
Nel 2001 pubblica un altro EP (Death is Infinite) e passa alla Prosthetic Records.
Nel 2003 esce il secondo LP dal titolo Counting Tragedy and Disaster, in seguito al quale la band si imbarca in un lungo tour negli Stati Uniti e in altre parti del mondo.
Metà del 2005 viene trascorso in Danimarca per la lavorazione al terzo album che esce l'anno seguente con titolo Hail Horror.
Dopo un tour in Australia nel novembre 2006 insieme a Parkway Drive e Cry Murder la band firma un contratto per la Century Media, etichetta per la quale è stato pubblicato "Summon In Thunder", nuovo album di studio pubblicato il 18 settembre 2007.
Il 21 giugno 2008 il gruppo, attraverso il bassista Derek Harn, ha annunciato lo scioglimento.

## Formazione

### Ultima formazione
- John Pettibone - voce
- Kirby Charles Johnson - chitarra
- Sammi Curr - chitarra
- Derek Harn - basso
- Chad Davis - batteria

### Altri componenti
- Matt Wicklund - chitarra
- Mike Green - batteria
- Brian Johnson - chitarra
- John Arvid Harnett - batteria
- Christian Schmitt - voce
- Aaron Edge - chitarra, tastiere
- Tim Mullin - batteria

## Discografia

### Album in studio
- 1999 - Ground Breaking Ceremony
- 2003 - Courting Tragedy and Disaster
- 2006 - Hail Horror
- 2007 - Summon in Thunder

### EP
- 1999 - Himsa
- 2001 - Death is Infinite

## Videografia

### DVD/VHS
- 2005 - You've Seen Too Much (DVD)